# 太子町役場 (兵庫県)
太子町役場（たいしちょうやくば）は、日本の地方公共団体である兵庫県揖保郡太子町の執行機関としての事務を行う施設（役場）である。

## 役場庁舎
太子町役場は、1951年（昭和26年）に町が発足した後の1955年（昭和30年）に建築された。その後、役場の業務に合わせて、1964年（昭和39年）に本庁舎に3階を増築し、1972年（昭和47年）には西庁舎を、1977年（昭和52年）には南庁舎を建築するに至った。
しかし、その後の人口の増加（1955年で13,613人が2011年で34,428人とおおよそ3倍となり住民サービスを行う上では狭隘化しつつあったことや、庁舎が建築されてから半世紀程度経過したこともあり、耐震上の課題（耐震診断で「崩壊の危険度が高い」とされた）も抱えており、災害対応に懸念を持たれる状況であった。
このため、1999年（平成11年）に「役場庁舎建設検討会」、2002年（平成14年）に「新庁舎建設検討委員会」を設置し検討を進めていたが、庁舎の設置個所（用地問題を含む）、町の財政、市町村合併などの様々な問題も抱えており膠着状態であった。
このような中、2009年（平成21年）12月に、太子町内に工場を持つ東芝が従業員寮やグランドを含めた新たな整備計画を進め、一部土地を町の意見を尊重したうえで売却したいとの話が持ち上がった。太子町では、検討を行い、新庁舎建設用地として利用したい旨を東芝に回答し、2011年（平成23年）3月に東芝から新庁舎用地おおよそ12,000平方メートルを4億8700万円にて買い取った。
2011年5月から役場内での検討や新庁舎建設検討委員会を開催し、建設基本計画の策定を行い、パブリックコメントを経たのちに2012年（平成24年）3月に「太子町新庁舎建設基本計画」としてまとめられた。その後、基本設計業務のプロポーザルを7月より実施し、11社が参加した。審査委員会による審査を経て、8月には坂本昭・設計工房CASAを最優秀賞とした。12月に新庁舎の基本設計をまとめ、2013年（平成25年）11月には実施設計をまとめた。

## 配置
- 1階 - 町民課、高年介護課、社会福祉課、税務課、会計課、議会事務局、議場、正副議長室、交流ラウンジ、情報ギャラリー[3]
- 2階 - 企画政策課、生活環境課、財政課、総務課、選挙管理委員会、常任委員会室、議員控室、議会図書室、和室、えんがわ広場[3]
- 3階 - 産業経済課、まちづくり課、上下水道事業所、教育委員会[3]

## 建築
構造 – 鉄筋コンクリート構造（一部鉄骨鉄筋コンクリート造、鉄骨造）、3階建て
敷地面積 - 11,707.20m2
建築面積 - 4,614.66m2
延床面積 - 8,181.66m2

## 受賞歴
- 2018年度グッドデザイン賞[4]
- 第58回BCS賞[5]
- 2017年度JIA優秀建築賞受賞[6]
- 第18回「人間サイズのまちづくり賞」知事賞まちなみ建築部門[7]

## 交通アクセス
- 太子竜野バイパス 阿曽ランプ・福田ランプより車5分
- 神姫バス 鵤バス停から徒歩10分